# Swati
Le swati (appelé siSwati dans la langue elle-même, isiSwazi en zoulou) est une langue nationale de l'Eswatini, aux côtés de l'anglais. Il est aussi l'une des onze langues officielles de l'Afrique du Sud.